# Waking Up the Neighbours
Waking Up the Neighbours é o sexto álbum de estúdio do músico e compositor de rock canadense Bryan Adams, lançado em 24 de setembro de 1991. O álbum foi gravado no Battery Studios em Londres e no The Warehouse Studio em Vancouver, mixado no Mayfair Studios e masterizado por Bob Ludwig em Nova York .
O álbum foi aclamado pela crítica e alcançou a primeira posição nas paradas de álbuns em pelo menos oito países, tornando-se o segundo álbum mais vendido de Bryan em todo o mundo. Seu primeiro single, "(Everything I Do) I Do It for You", ficou em primeiro lugar no Reino Unido por um recorde de dezesseis semanas consecutivas. O álbum também foi notável no Canadá por criar polêmica em relação ao sistema de conteúdo canadense.

## Lista de faixas
1. "Is Your Mama Gonna Miss Ya?"  (Adams) - 4:40
2. "Hey Honey - I'm Packin' You In!" - (Adams/Lange/Russell/Scott) – 3:59
3. "Can't Stop This Thing We Started" (Adams)– 4:29
4. "Thought I'd Died and Gone to Heaven" (Adams)– 5:48
5. "Not Guilty" (Adams)– 4:12
6. "Vanishing" (Adams)– 5:03
7. "House Arrest" - (Adams/Lange/Vallance) – 3:57
8. "Do I Have to Say the Words?" - (Adams/Lange/Vallance) – 6:11
9. "There Will Never Be Another Tonight" - (Adams/Lange/Vallance) – 4:40
10. "All I Want Is You" (Adams)– 5:20
11. "Depend on Me" (Adams/Lange/Vallance) – 5:07
12. "(Everything I Do) I Do It for You" - (Adams/Lange/Kamen) – 6:34
13. "If You Wanna Leave Me (Can I Come Too?)" (Adams)– 4:43
14. "Touch the Hand" (Adams)– 4:05
15. "Don't Drop that Bomb on Me" (Adams)– 5:58

## Paradas musicais
| País/Parada (1991–92)                 | Melhor posição |
| ------------------------------------- | -------------- |
| Austrália (ARIA)                      | 1              |
| Áustria (Ö3 Austria Top 40)           | 1              |
| Canadá (Music Canada)                 | 1              |
| Países Baixos (Dutch Charts)          | 2              |
| França (SNEP)                         | 12             |
| Finlândia (Suomen virallinen lista)   | 1              |
| Alemanha (Offizielle Deutsche Charts) | 1              |
| Hungria (MAHASZ)                      | 18             |
| Nova Zelândia (RMNZ)                  | 28             |
| Noruega (VG-lista)                    | 1              |
| Portugal (AFP)                        | 1              |
| Suécia (Sverigetopplistan)            | 1              |
| Suíça (Schweizer Hitparade)           | 1              |
| Reino Unido (UK Albums Chart)         | 1              |
| Estados Unidos (Billboard 200)        | 6              |